# Hydrocanthus impunctatus
Hydrocanthus impunctatus là một loài bọ cánh cứng trong họ Noteridae. Loài này được Gschwendtner miêu tả khoa học đầu tiên năm 1932.